# Kalenovți, Sofia
Kalenovți (în bulgară Каленовци) este un sat în comuna Godeci, regiunea Sofia,  Bulgaria. 

## Demografie
Componența etnică a satului Kalenovți
     Bulgari (100%)
     Nicio identificare (0%)
     Altele (0%)
La recensământul din 2011, populația satului Kalenovți era de 18 locuitori. Din punct de vedere etnic, toți locuitorii erau bulgari.